# Kanton Saint-Nazaire-Centre
Der Kanton Saint-Nazaire-Centre war von 1982 bis 2015 ein französischer Wahlkreis im Arrondissement Saint-Nazaire, im Département Loire-Atlantique und in der Region Pays de la Loire.
Der Kanton umfasste den Großteil der Stadt Saint-Nazaire, darunter das Zentrum.